# 津河水库
津河水库是中国黑龙江省绥化市境内的一座水库，位于津河上，建于1958年。水库正常库容为800万立方米，集雨面积为90平方千米，海拔为172.8米。